# Jan Pech
Jan Pech (8. dubna 1886, Libeň - 20. června 1924) byl český fotbalový brankář.

## Fotbalová kariéra
Chytal za Meteor VIII v předligové éře. Reprezentoval Čechy v utkání s Uherskem 1. 4. 1906.